# 弗蘭西斯科德奧雷利亞納縣
0°28′S 76°58′W / 0.467°S 76.967°W
弗蘭西斯科德奧雷利亞納縣（西班牙語：Cantón Orellana），是厄瓜多爾的縣份，位於該國東部，由奧雷亞納省負責管轄，面積6,995平方公里，2001年人口72,795，人口密度每平方公里0.01人。